# Íñigo Fernández de Velasco y Mendoza
Íñigo Fernández de Velasco y Mendoza (?, ca. 1455-Madrid, 1528) va ser un noble i militar espanyol, II duc de Frías i IV comte d'Haro.
Fill segon de Pedro Fernández de Velasco, II comte d'Haro, i de Mencia de Mendoza. Entre 1504 i 1508 va ser corregidor de Sevilla. Com a membre d'un llinatge destacat de Castella, va estar immers en els diferents conflictes polítics. Partidari de Ferran el Catòlic, però el 1506 es va passar a la facció de Felip el Formós. El 1512 va succeir com a cap de la casa de Velasco al seu germà Bernardino, també heretà el càrrec de Conestable de Castella, que ostentà fins a la seva mort.
Quan va arribar a Castella el nou monarca, Carles I, la seva figura va assolir una importància notable quan va ser nomenat governador del regne i membre del Consell de Guerra en el context de la revolta de les Comunitats de Castella (1520-1522), sent notable el seu paper d'apaivagar els ànims de la població de Burgos. Pels seus mèrits, el rei el va condecorar amb el Toisó d'Or, sent un dels primers cavallers espanyols en rebre-la.
Va apaivagar els ànims dels habitants de Burgos. Pels seus mèrits, Carles I li va atorgar la condecoració del Toisó d'Or, un dels primers cavallers espanyols en rebre'l.
Es va casar amb María de Tovar, senyora de Berlanga, vers l'any 1480, matrimoni a través del qual la casa i els estats dels Tovar van quedar units a la casa de Velasco. Ambdós van fundar el 1509 un majorat a favor del seu primogènit, prohibint que aquest fos compatible amb el principal de la casa de Velasco, que amb la mort de Bernardino el 1512 va complicar l'herència fins que el 1517 María de Tovar va fundar un nou majorat per al seu segon fill, que heretaria les armes, estats i viles de la casa de Tovar. Ambdós també van patrocinar diverses obres arquitectòniques, especialment eclesiàstiques, a Burgos, Medina de Pomar, Briviesca, entre d'altres.
Va morir a Madrid entre setembre i desembre de 1528. El va succeir com a conestable i cap de la casa de Velasco el seu fill, Pedro Fernández de Velasco, comte d'Haro.